# 德累斯顿手抄本

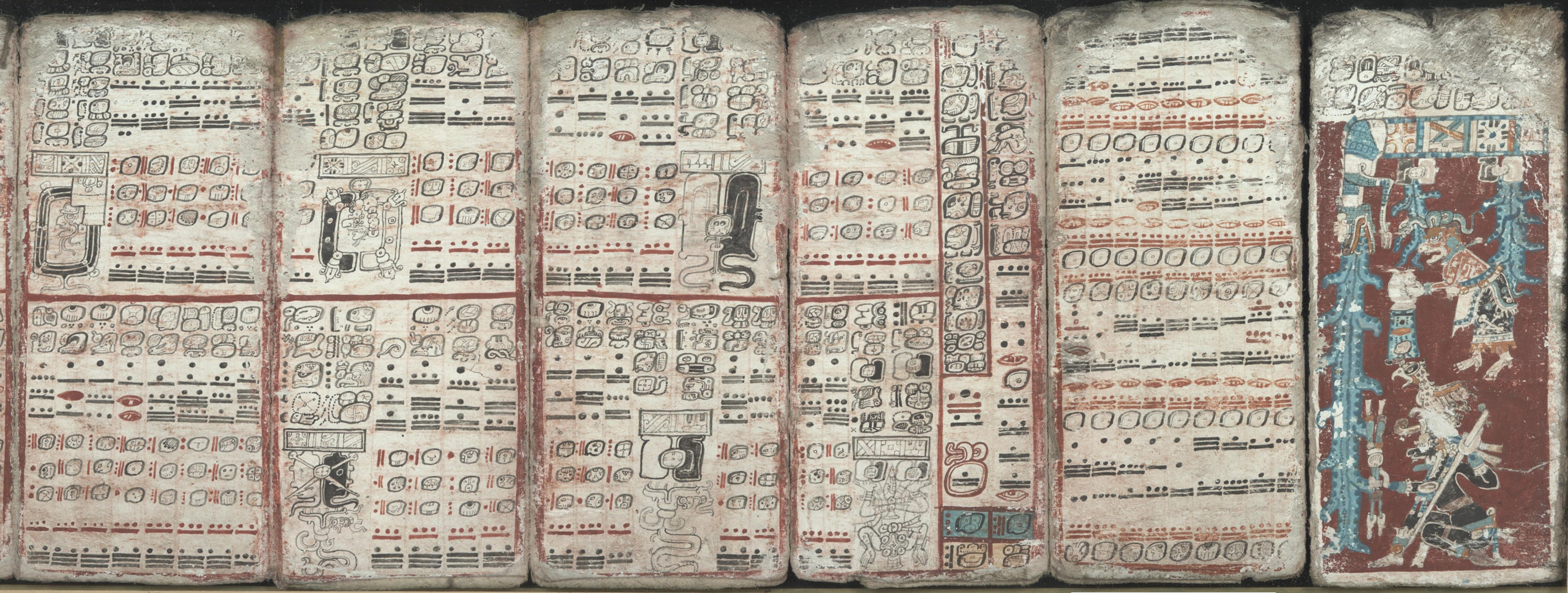
德累斯顿手抄本的第58-62、78页，关于日食、乘法表和洪水

德累斯顿手抄本是一本瑪雅手抄本，现藏于德国德累斯顿萨克森州立图书馆。曾被认为是现存最早的美洲文献，可以追溯到11-12世纪，但在2018年的一项研究指出，墨西哥玛雅抄本（即旧称的格罗里手抄本）要比德累斯顿手抄本早上1个世纪。
书页长约20厘米，宽约12厘米，由一整张amate（一种野榕树制成的树皮纸）折叠而成，可像风琴式展开，类似經摺裝，前西班牙时代的中美洲书籍都采用此种装帧方式。以瑪雅文字抄写而成，原书大概成书于三四百年前，记载了当地的历史和天文表格。这本书在二战时遭到了严重的洪灾。